# Siyawasch
Siyawasch oder Siyawusch (persisch سياوش, DMG Siyāvoš, auch Si(j)awusch; im Avesta Syāwaršan) ist eine Figur aus dem Epos Schāhnāme des Dichters Firdausi. Siyāwasch, Sohn des Kai Kawus, dem mächtigen Schah Irans, war ein legendärer persischer Prinz aus dem Geschlecht der Kayaniden. Siyāwasch ging wegen der falschen Anschuldigungen seiner Stiefmutter Sudabeh, sie vergewaltigt zu haben, nach Turan ins Exil, wurde dort aber auf Befehl des turanischen Königs Afrasiab brutal getötet. Der Tod Siyāwaschs wurde durch dessen Sohn Kai Chosrau gerächt. Nach langen, darauf folgenden kriegerischen Auseinandersetzungen zwischen Iran und Turan wird Afrasiab am Ende durch Kai Chosrau getötet. Siyāwasch hatte einen weiteren Sohn, Kai Chosraus Halbbruder Forud (auch Farud oder Ferud).
Siyāwasch gilt in der persischen Literatur als ein Symbol für die Unschuld. Sein Name bedeutet wörtlich übersetzt Der eine mit dem schwarzen Pferd. Firdausi bezeichnet sein Pferd als Schabrang-e Behzād (شبرنگ بهزاد, ‚nachtfarbenes reinrassiges Pferd‘)

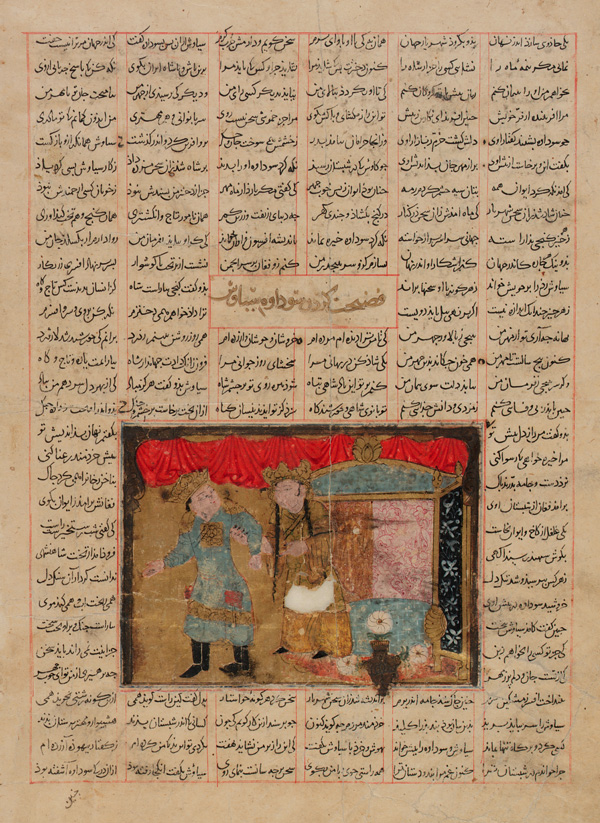
Siyāwasch wird von Sudabeh verführt.

## Siyāwasch im Schāhnāme - Sage XV

### Siyāwasch und Rostam
Als Siyāwasch geboren wurde, nahm ihn Rostam im Auftrag Kai Kawus' mit nach Zabulistan. Als er zwölf Jahre alt war, lehrte ihn Rostam das Reiten, Bogenschießen und den Gebrauch des Lassos. Andere Lehrer lehrten ihn das Hofleben, das Bankett und das Herrschen über das Königreich. Als Siyāwasch jung war, wollte er unbedingt seinen Vater Kai Kawus besuchen und Rostam begleitete seinen Schüler an den königlichen Hof. 
Siyāwasch erfüllte Kai Kawus' Erwartungen und wurde herzlich empfangen. In Kai Kawus' Haus speiste Siyāwasch gut. Als sein Vater sah, dass sein Sohn in allem, was er tat, Erfolg hatte, ernannte er ihn zum Herrscher über Kawarschan, das auch unter dem Namen Mawarannahr bekannt ist.

### Siyāwasch und Sudabeh
Sudabeh, Tochter des Herrschers von Hamavaran, eine der Ehefrauen seines Vaters Kai Kawus und damit Stiefmutter von Siyāwasch, verliebte sich in Siyāwasch. Sudabeh ging zum König, lobte den Charakter seines Sohnes und schlug vor, dass er eine königliche Jungfrau aus ihrer Obhut heiraten solle. Sie bat darum, dass Siyāwasch in den Harem gehen solle, um dort alle Damen zu sehen und eine von ihnen auszusuchen. Der König gestattet dies und unterrichtete Siyāwasch davon, aber Siyāwasch bescheiden und schüchtern vermutete in diesem Angebot eine List Sudabehs und zögerte. Auf Befehl des Königs betrat Siyāwasch schlussendlich den Harem. Bei seinem ersten Besuch schenkte Siyāwasch Sudabeh keine Beachtung und ging direkt zu den anderen Jungfrauen, die ihn auf einem goldenen Stuhl setzten und einige Zeit mit ihm redeten.

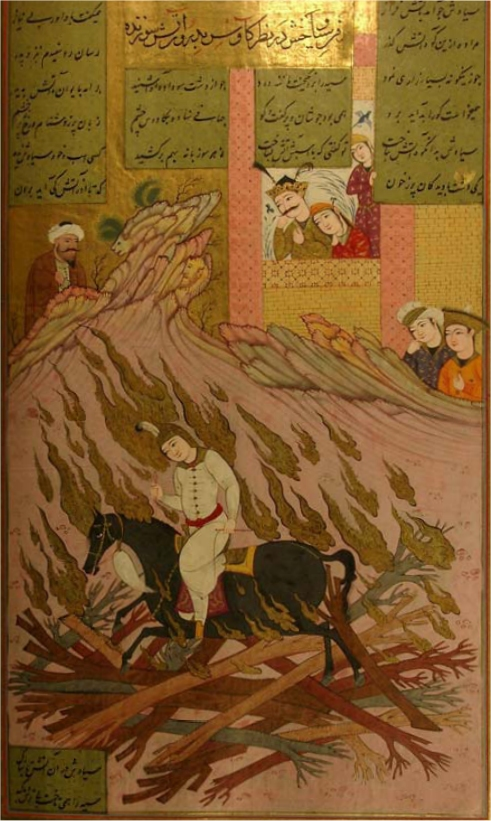
Feuerprobe des Prinzen Siyawasch: Illustration von Riza-yi Musavvir, MS St. Petersburg, Dorn 333, f. 265v, von 1651

Kai Kawus wiederholte seinen Wunsch, dass er sich eine Frau aus dem Harem aussuchen solle, woraufhin Siyāwasch von Sudabeh zu einem zweiten Besuch in den Harem eingeladen wird. Da sich Siyāwasch für keine der ihm angebotenen Schönen entschied, bat Sudabeh ihn, im Falle des Ablebens Kai Kawus zu ehelichen. Sie gestand ihm ihre Liebe und "küsste ihn mit Macht" Siyāwasch entzog sich dem Werben seiner Stiefmutter, doch sie überredete Kai Kawus Siyāwasch noch einmal zu ihr zu schicken, da er ihre Tochter zur Ehefrau auserkoren habe. Bei diesem dritten Besuch im Harem bedrohte Sudabeh Siyāwasch: 

„Ins siebte Jahr das Verlangen mein
Macht träufeln Blut von den Wangen mein.
Mach einmal froh im Stillen mich,
Erbarm meiner jungen Tage dich!
Noch mehr, als dir der Schah gab schon,
Will ich dir schmücken Kron' und Thron.
Und willst du dich sträuben meinem Gebot,
Und willst du nicht heilen meine Not,
So richt' ich dir die Herrschaft zu Grund,
Und finster wird dir Sonn' und Mond.“

Immer wieder abgewiesen, klagte sie Siyāwasch wegen Vergewaltigung vor ihrem Ehemann an. Als der König dies hörte, dachte er, dass der Tod allein dieses Verbrechen sühnen könne. Der König glaubte zunächst, durch Beriechen der Kleider der beiden die Unschuld seines Sohnes feststellen zu können. Er roch an den Händen Siyāwaschs, die nach Rosenwasser dufteten; und dann am Gewand der Sudabeh, welches stark nach Wein duftete. Nach dieser Erkenntnis beschloss der König den Tod Sudabehs. 
Schließlich beschloss er, die Unschuld Siyāwaschs durch ein Gottesurteil festzustellen. Siyāwasch bereitete sich darauf vor, sich diesem schrecklichen Test zu unterziehen, und sagte seinem Vater, dass er sich nicht sorgen müsse. Hundert Karawanen schafften das Holz für zwei gewaltige Scheiterhaufen herbei, die mit einem schmalen Durchlass nebeneinander errichtet und von zehn Männern angezündet wurden. Siyāwasch, mit goldenem Helm gerüstet, weiß gekleidet und wie für ein Begräbnis mit Kampfer gesalbt, bestieg sein schwarzes Ross Schabrang und vermochte nach einem Gebet an den göttlichen Richter unversehrt zwischen den beiden Feuern hindurchzureiten. Sudebah wurde daraufhin auf Verlangen des Volkes zum Tod durch Hängen verurteilt, aber auf Bitten Siyawasch begnadigt, der trotzdem die Gunst seines Vaters nicht wieder dauerhaft erringen konnte.

### Siyāwasch und Afrasiab

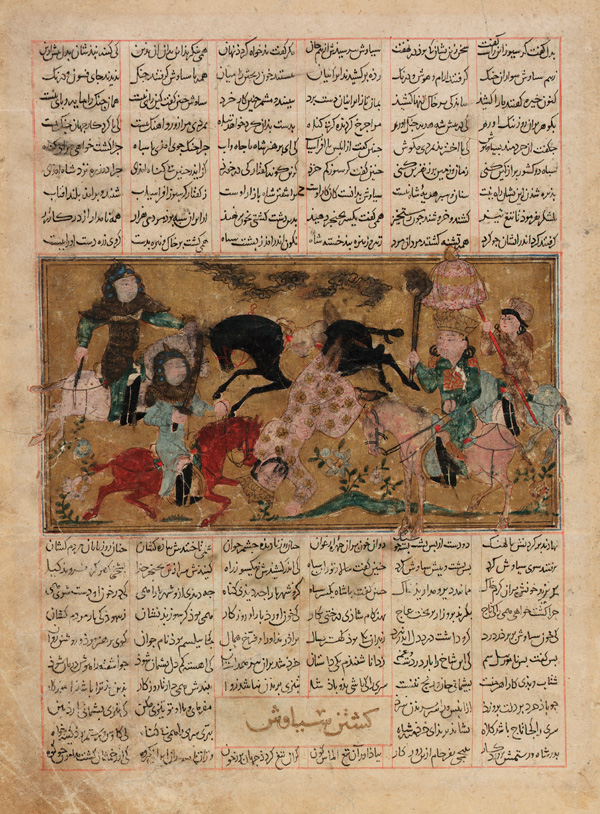
Siyāwasch im Kampf

Afrasiab bedrohte Iran wieder mit einer Invasion. Schnelle Kunde wurde vernommen, dass Afrasiab eine Armee versammle, um in Iran einzufallen; und Kai Kawus sah, dass dieser Tatar weder einen Schwur noch einen Eid einhielt. Kai Kawus wollte ihm diesmal selbst zuvorkommen und bis Balch marschieren und an den Einwohnern ein Exempel statuieren. Siyāwasch bat mitzumachen, und sagte, dass er mit der Hilfe Rostams erfolgreich sein werde. Der König fragte Rostam, der offen sagte, dass der König persönlich nicht am Feldzug teilnehmen müsste. Nach dieser  Zusicherung öffnete der König seine Schatzkammer und brachte alle Ressourcen des Reiches für die Ausrüstung der Armee auf. Nach einem Monat marschierte die Armee Richtung Balch, dem Ort des Angriffes. 
Auf der anderen Seite tat sich der Herrscher von Balghar Garsiwaz mit den tatarischen Legionen unter dem Kommando von Barman bei Balch zusammen. Beide brachen auf, den persischen Gegner zu bekämpfen, aber nach drei Tagen Kampf ergaben sie sich und wurden gezwungen, ihre Festung zu übergeben. Als Afrasiab von diesem Unglück erfuhr, erinnerte er sich an einen vorherigen Traum. Er träumte von einem Wald umgeben von Schlangen und von einem Himmel, der von Adlern verdunkelt war. Er fragte seine Astrologen, aber diese zögerten, diesen Traum zu deuten. Schließlich sagte ein Deuter namens Saqim, dass Afrasiab innerhalb von drei Tagen verlieren würde. So ließ Afrasiab Garsiwaz mit Geschenken, die aus Pferden, Rüstungen und Schwertern bestanden, zum Hauptquartier des Siyāwaschs schicken und um Frieden bitten.
Siyāwasch war in der Zwischenzeit darauf aus, den Feind über den Amudarja zu jagen. Als Garsiwaz bei ihm erschien, wurde er ehrenhaft empfangen und seine Frage nach Frieden vernommen. Ein geheimes Konzil sollte darüber entscheiden. Es wurden dann später Folgendes von Afrasiab verlangt: Hundert seiner besten Kämpfer als Geiseln und die Rückgabe aller Provinzen, die die Turanier erobert hatten.
Garsiwaz wurde rasch zu Afrasiab geschickt, um ihn zu informieren, und ohne Verspätung wurden die Forderungen umgesetzt. Hundert Kämpfer wurden losgeschickt und Buchara, Samarkand und Haj und der Punjab wurde Siyāwasch übergeben. Afrasiab selber zog sich nach Gungduz zurück.
Die Verhandlungen waren abgeschlossen und Siyāwasch sandte mit Rostam einen Brief an seinen Vater. Kai Kawus war mit den Bedingungen unzufrieden und setzte seinen Sohn Siyāwasch ab. Kai Kawus ernannte Tus zum Führer der persischen Armee und befahl ihm, gegen Afrasiab zu marschieren. Siyāwasch sollte mit den Geiseln zu seinem Vater zurückkehren. Siyāwasch war von diesem Befehl gekränkt und wandte sich für einen Rat an Bahram und Zangeh, den Sohn Schawarans. Diese sagten ihm, dass er einen Brief an Kai Kawus schreiben solle, indem er seine Bereitschaft für die Erneuerung des Krieges und die Tötung der Geiseln ausdrücken sollte. Aber Siyāwasch dachte daran, dass er sein Versprechen halten müsse und entschied sich, nicht in den Iran zurückzukehren und im Land Turan des Afrasiabs zu bleiben.

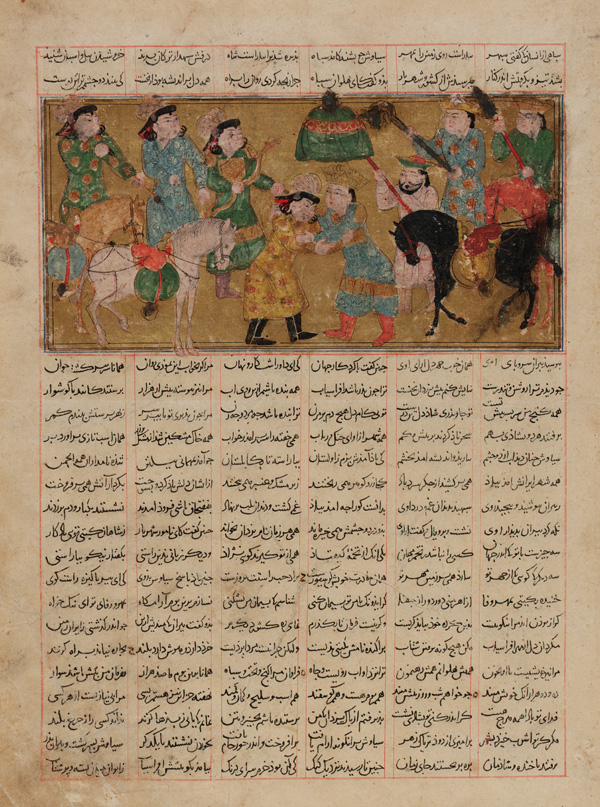
Schāhnāme: Prinz Siyāwasch begrüßt Piran.

### Siyāwasch in Turan
In Turan empfing ihn Afrasiab herzlich. Der alte turanische Wesir Piran Visah gab ihm seine Tochter Jurairah (auch Dscharireh) zur Frau. Später heiratete Siyāwasch noch Farangis, die Tochter Afrasiabs. Afrasiab übergab der Braut und ihren Ehemann die Herrschaft über Hotan (auch Chotan). In Hotan erbaute Siyāwasch auf einem Berg die Burg Gang bzw. die Stadt Gang-Dedsch und später baute er die Stadt Siyāwaschgird (auch Siawosch-Gard). Piran Visah und Garsiwaz besuchten beide Siyāwaschs Stadt. Garsiwaz begann Afrasiab vor ihm herab zuwürdigen.
Die Neuigkeiten über Afrasiabs Kriegsvorbereitungen bestätigten Siyāwasch Vermutungen, dass Garsiwaz Recht hatte. Siyāwasch und seine Gefährten kämpften nicht gegen die große gegnerische Armee. Seine Männer wurden alle getötet und geköpft. Frauen wurden als Sklaven nach Kiman gebracht. 

Afrasiab selber stellte Siyāwasch und wollte ihn mit einem Pfeil erschießen, aber dann hielt er davon ab. Stattdessen wurde Siyāwasch von Gurui (auch Goruj) enthauptet: 

„Sijawusch, geschnürt die Hände fest,
Den Nacken in ein Joch gepreßt,
Trieb vor sich her zu Fuß Guru
Gehüllt in Staub in Thränen dazu.
Den weidlichen Leib auf den heißen Sand
Warfen sie nieder mit schamloser Hand.
Hin vor ihm setzt' ein Becken Guru
Und bog ihn wie ein Schlachtschaf dazu,
Schnitt ihm vom Rumpf das gekrönte Haupt,
Da lag er wie die Zipress' entlaubt.
...
Ein roher Hirt in der Wüste Kalu
Schneidet nicht so die Kehl ab der Kuh,
Wie er abschnitt des Schahes Haupt;
Niemand hat solches gesehn noch geglaubt.“

Ferdosi schildert die besondere Art der Enthauptung und vergleicht sie mit dem Schlachten eines Tieres. An den Tod von Siyāwasch wird von einigen Persern besonders in Schiraz am Tag des Siyāwaschun gedacht.